# Tassos Papadopulos
Efstathios "Tassos" Nikolau Papadopulos, řecky Ευστάθιος (Τάσσος) Νικολάου Παπαδόπουλος (7. ledna 1934, Nikósie – 12. prosince 2008, Nikósie) byl kyperský politik. V letech 2003–2008 byl prezidentem Kypru.
Vystudoval práva na King’s College a Gray’s Inn v Londýně. Poté se vrátil na Kypr a zapojil se do protibritského odboje, v gerilové organizaci EOKA (Ethniki Organosis Kyprion Agoniston). Po získání nezávislosti v roce 1960 se stal ministrem vnitra, později ministrem práce. V roce 2003 vyhrál prezidentské volby (s většinou 51,5 procenta hlasů porazil Glafkose Kleridese), jako kandidát Demokratické strany (Dimokratikó Kómma, DIKO), s podporu komunistů i socialistů.  Byl považován za nacionalisticky a protiturecky orientovaného politika. V roce 2004 vyzval v dramatickém rozhlasovém projevu k tomu, aby řečtí Kypřané hlasovali proti tzv. Annanovu plánu na znovusjednocení ostrova v referendu. Ti skutečně plán odmítli. V roce 2010 byl znesvěcen jeho hrob.

## Vyznamenání
- řetěz Řádu kříže země Panny Marie – Estonsko, 5. ledna 2004[6]
- Velký řád krále Tomislava – Chorvatsko, 13. listopadu 2006 – udělil prezident Stjepan Mesić za mimořádný přínos k podpoře přátelství a k rozvoji spolupráce mezi Chorvatskem a Kyprem[7]
- Řád za mimořádné zásluhy – Slovinsko, 23. března 2006 – za zásluhy o rozvoj a upevňování přátelských vztahů mezi Slovinskem a Kyprem, za konstruktivní spolupráci a vzájemnou podporu při vstupu Slovinska do Evropské unie a za přínos k navázání dobré spolupráce v mezinárodních organizacích[8][9]
- velkohvězda Čestného odznaku Za zásluhy o Rakouskou republiku – Rakousko, 2007[10]
- Řád bílého dvojkříže I. třídy – Slovensko, 19. dubna 2007 – udělil prezident Ivan Gašparovič[11][12]
- velkokříž s řetězem Řádu tří hvězd – Lotyšsko, 29. května 2007 – udělila prezidentka Vaira Vīķe-Freiberga[13]